# Veľký kopec
Veľký kopec je chráněný areál v oblasti Latorica. Nachází se v katastrálním území města Kráľovský Chlmec v okrese Trebišov v Košickém kraji. Území bylo vyhlášeno či novelizováno v roce 2011 na rozloze 25,13 ha. Ochranné pásmo nebylo stanoveno.